# Stephen Thomas Erlewine
Stephen Thomas "Tom" Erlewine (sinh ngày 18 tháng 6 năm 1973, Ann Arbor, Michigan) là một nhà phê bình âm nhạc người Mỹ và biên tập viên của trang AllMusic. Ông là tác giả của nhiều trang tiểu sử nghệ sĩ và bài đánh giá trên AllMusic, đồng thời là cây bút tự do, đôi khi đóng góp trong bìa ghi chú. Ông là trưởng nhóm kiêm guitar trong ban nhạc Who Dat?.
Erlewine là cháu trai của cựu nhạc sĩ kiêm nhà sáng lập trang AllMusic Michael Erlewine. Ông theo học chuyên ngành Anh ngữ tại Đại học Michigan, là một biên tập viên âm nhạc (1993–94) và biên tập viên nghệ thuật của báo trường The Michigan Daily (1994–95). Ông đã đóng góp trong nhiều quyển sách, trong đó có quyển All Music Guide to Rock: The Definitive Guide to Rock, Pop, and Soul, and All Music Guide to Hip-Hop: The Definitive Guide to Rap & Hip-Hop.